# Europastraße 847
Die Europastraße 847 (kurz: E 847) ist eine italienische Europastraße, die von Sicignano degli Alburni über Potenza nach Metaponto am Golf von Tarent von Westen nach Osten führt. Sie weist eine Länge von 154 km auf und verläuft in den Regionen Kampanien und Basilikata.
Der Beginn der Europastraße liegt an dem Abzweig des RA 5 von der Autobahn A3 (zugleich E 45) bei Sicigniano degli Alburni. Die E 847 folgt dem RA 5 in östlicher Richtung an Buccino, Balvano und Picerno vorbei bis nach Potenza. Im Stadtgebiet von Potenza folgt der Verlauf nahezu parallel zum Basento. Der Anschluss an die Via Appia markiert den Übergang vom Raccordo autostradale auf die Strada Statale 407 Basentana. Bei Tricarico überschreitet die Straße die Provinzgrenze von der Provinz Potenza zur Provinz Matera. Wenige Kilometer weiter bei Calciano verengt sich dann die Fahrbahn: Die Straße ist nun nicht mehr autobahnähnlich ausgebaut. Nordwestlich von Metaponto (noch Gemeinde Bernalda) erreicht die E 847 dann die Staatsstraße 106 (zugleich E 90) und endet dort.